# Technisches Rathaus Bochum

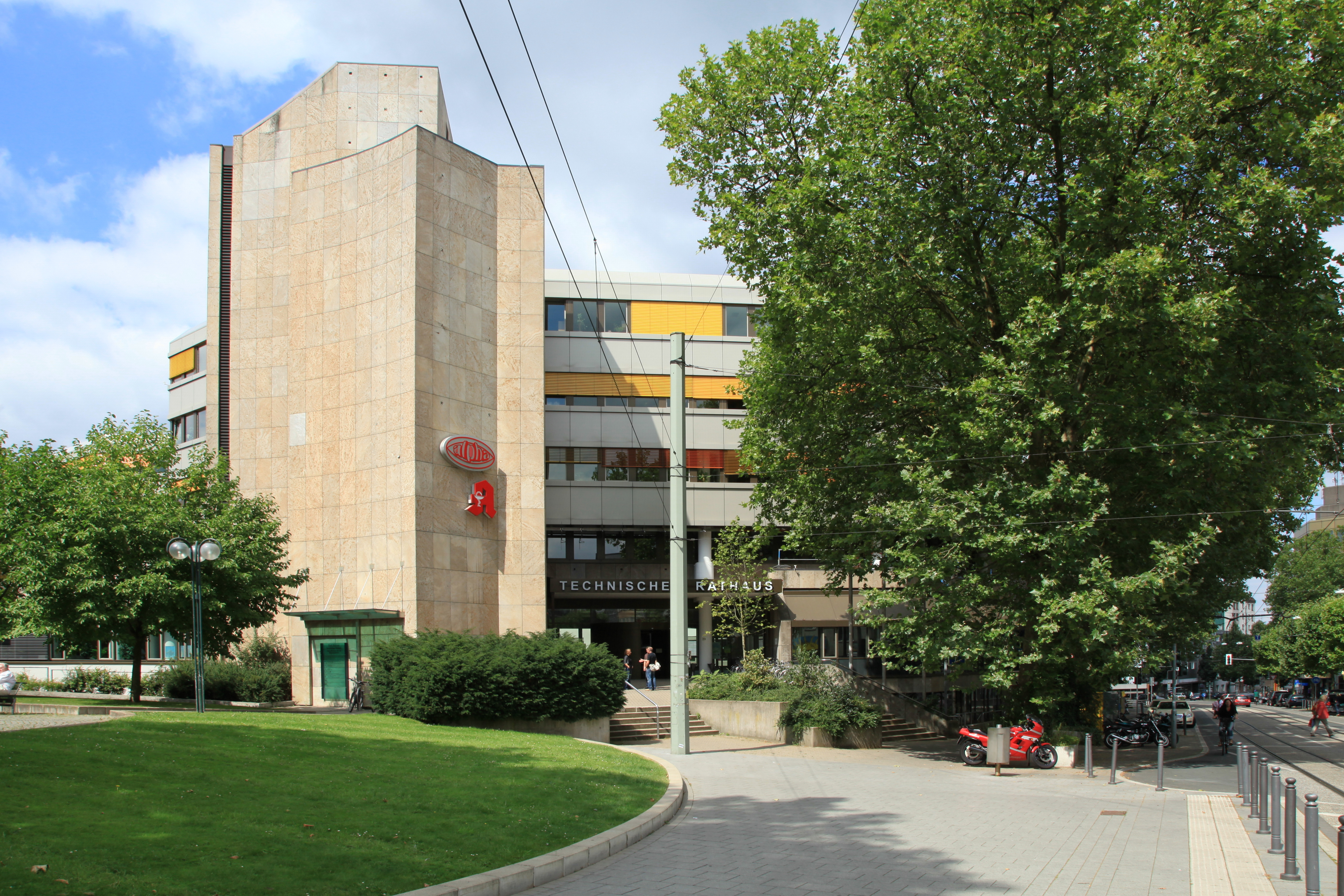
Technisches Rathaus, 2012

Das Technische Rathaus Bochum, ehemals Rathaus-Center, ist ein Gebäudekomplex zwischen der Hans-Böckler-Straße 19 und dem Appolonia-Pfaus-Park in der Innenstadt von Bochum. Er liegt etwa 100 Meter nördlich des Rathauses Bochum und des Bildungs- und Verwaltungszentrums.
Das Gebäudeensemble wurde zwischen 1978 und 1982 errichtet. Der Entwurf stammt von Bahlo Köhnke Stosberg & Partner, Hannover. Bauherren waren die Investoren Jan Turbiner, Abraham Wollhändler und Ignaz Ceszkowski, Frankfurt.
Heutige Eigentümerin ist die CLS Germany Management GmbH. 2007 wurde ein Mietvertrag mit der Stadt Bochum abgeschlossen. Von August 2008 bis Juni 2010 erfolgte der Umbau in das Technische Rathaus durch Giese + Giese Architekten, Bremen; die Eröffnung erfolgte am 2. Dezember 2009. Mit Stand 2021 arbeiteten 900 Beschäftigte der Stadt Bochum im Gebäude. In den Jahren von 2021 bis 2022 erfolgt eine Aufstockung um eine sechste Etage.

## Belege
1. ↑  Ruhrbauten
2. ↑  Technisches Rathaus in Bochum. Revitalisierung eines Büro- und Geschäftshauses
3. ↑  Technisches Rathaus in Bochum soll aufgestockt werden. WAZ, 17. Juni 2019

Koordinaten: 51° 29′ 1,8″ N, 7° 12′ 54,3″ O